# Otto Sohn-Rethel
Pour les articles homonymes, voir Sohn.
Otto Wilhelm Sohn-Rethel (né le 18 janvier 1877 à Düsseldorf et mort le 7 juin 1949 à Anacapri) est un peintre, entomologiste, botaniste et collectionneur allemand.

## Biographie

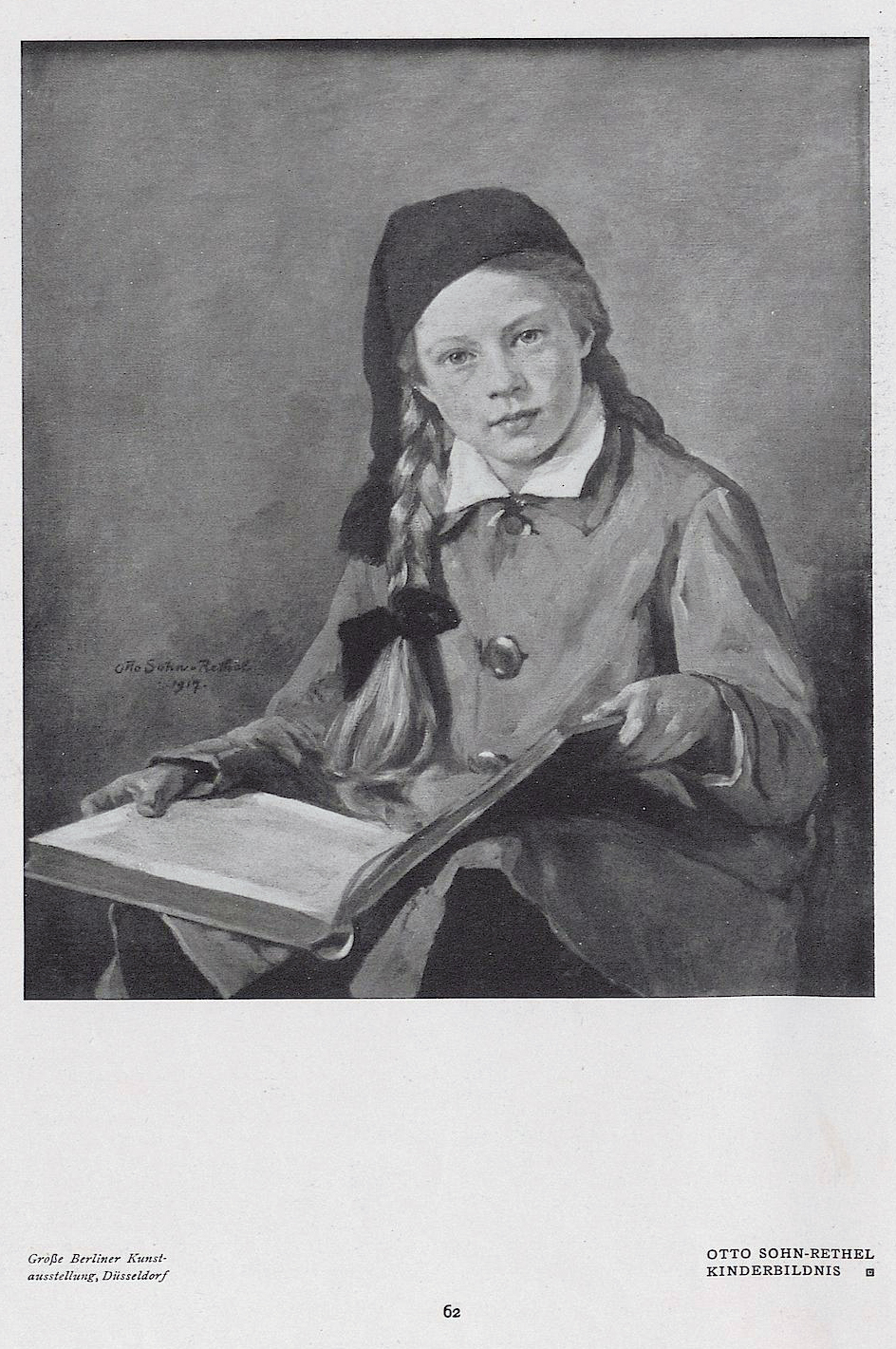
L'art pour tous 1918/19

Otto Wilhelm Sohn-Rethel est le deuxième fils du peintre Karl Rudolf Sohn et de la peintre et chanteuse Else Sohn-Rethel. On lui donne le prénom "Otto Wilhelm" d'après ses grands-oncles, les peintres Otto Rethel et Wilhelm Sohn.
Lui et son frère aîné Alfred Sohn-Rethel (1875-1958) sont souvent sous la garde de leur grand-mère Marie Rethel (1832-1895), l'épouse veuve du peintre d'histoire Alfred Rethel, avec des séjours à Loschwitz dans la maison d'été de son arrière-grand-père August Grahl . Partout où il le peut, il dessine et peint. Il pratique l'aquarelle et le dessin avec des études animalières du jardin zoologique, des motifs ornementaux et des caricatures. La famille l'a modelé. Vers l'âge de 14 ans, son grand-oncle Adolf Stengel (de) lui propose de venir à Heidelberg, où il réalise un portrait grandeur nature de lui.
Inspiré par son oncle Erich Hettner (1868-1933), la passion d'Otto pour les papillons commence à l'été 1883. Il attrape les animaux, les ouvre et les range selon les espèces au sens du collectionneur. Équipé de filets à papillons en 1889, il découvre un type de goutte de sang particulièrement rare dans l'Horbistal, une vallée latérale de la vallée de l'Engelberg en Suisse . Sa collection s'est sensiblement enrichie de pièces rares.
Malgré ses talents scientifiques naturels, il exprime le souhait de venir de l'école à l'Académie des Arts, qu'il réussit sur la base de modèles. Il étudie à l'Académie des beaux-arts de Düsseldorf, d'abord en 1890 dans la classe élémentaire de Heinrich Lauenstein, à partir de 1891 dans la classe moyenne d'Hugo Crola et dans la classe d'ornementation d'Adolf Schill, de 1892 à 1893 dans la classe ancienne et naturelle de Peter Janssen, à la suite d'une visite d'étude à l'Académie Julian à Paris. De 1895 à 1897, Sohn-Rethel séjourne temporairement dans la colonie d'artistes de Worpswede (de). Il y est ami avec Otto Modersohn, Hans am Ende, Fritz Overbeck et surtout avec Fritz Mackensen et Heinrich Vogeler, avec qui il vit dans le Barkenhoff.
À partir de 1901, son fils Rethel vit en Hollande avec des interruptions. L'un des lieux de résidence est Sint Anna ter Muiden, où certains artistes sont installés, dont Paul Baum et Ernst Oppler. C'est là que le tableau Holländische Bauern est créé en 1904, qui est montré la même année à l'Exposition internationale d'art au Palais des Arts,.
Il collectionne des écrits et des peintures d'Extrême-Orient, de Chine et de l'Empire japonais, et en particulier des peintures mogholes, et devient un expert des miniatures indiennes.
Le mythe de l'Italie l' attire, et vers 1902, Otto Sohn-Rethel se rend à Rome, puis à Frascati et enfin en 1905 à Anacapri. Là, il passe son temps à peindre des portraits de commande et en particulier à des études corporelles de jeunes hommes nus au bain, à la lutte ou au farniente, inspirés par le jeune Giovanni Tessitore, qui est son élève. Il utilise les randonnées sur les pentes du Monte Solaro pour des études sur le terrain et la capture de papillons. À Rome, il a un atelier dans la Villa Strohl Fern. Son ami Heinrich Vogeler passe Noël 1902 et début 1903 lors de son voyage en Italie dans son atelier du « Studio al Ponte ». Au cours de l'hiver 1903/1904, il laisse l'atelier à Rainer Maria Rilke. Il y rencontre bientôt son frère Karli Sohn-Rethel, qui vient de terminer sa formation, ainsi que son futur beau-frère et ami Werner Heuser, le peintre Karl Hofer et le sculpteur Hermann Haller.
En janvier 1906, Otto Sohn-Rethel est élu membre extraordinaire (correspondant) de la Sécession de Berlin. En 1908, il fait équipe avec six anciens étudiants de l'académie partageant les mêmes idées, Julius Bretz, Max Clarenbach, August Deusser, Walter Ophey, Wilhelm Schmurr et son frère Alfred Sohn-Rethel, et organise la première exposition spéciale à la Galerie d'art de Düsseldorf (de). Comme son père Karl Rudolf Sohn et son frère aîné Alfred Sohn-Rethel, Otto Sohn-Rethel est membre de l'Association allemande des artistes. Dès 1904, il participe à la première exposition de ce dernier, rendue possible par les sécessionnistes, dans le Palais royal des expositions d'art de la Königplatz à Munich, où il est représenté par deux dessins au pastel et une peinture à l'huile.
En 1909, le groupe Sonderbund est fondé. En 1919, il devient membre du groupe La Jeune Rhénanie.
Pendant la Première Guerre mondiale, en poste à Düsseldorf, Otto Sohn-Rethel peint toutes les facettes des soldats blessés de guerre qui sortent de l'hôpital . En plus d'une description précise du type de blessure, les coordonnées du blessé sont inscrites sur chaque photo.
Otto Sohn-Rethel s'installe maintenant à Anacapri. Sa maison, la Villa Lina, est un centre pour la communauté étrangère et les intellectuels, un point de rencontre et de contact des cercles culturels de Düsseldorf, ainsi que de l'art d'avant-garde allemand. Au premier étage de la villa se trouve une galerie d'expositions d'artistes de passage. Une clique est née en exil, qui comprend également Hans Paule (de), Walter Depas et le peintre Benjamin Vautier le Jeune (1895-1974). Les exceptions sont le peintre Raffaele Castello et le peintre naïf Rosina Viva, dont l'imagerie peut être liée à l'influence de Sohn-Rethel et qui est venu de Capri. À maintes reprises, il retourne dans sa famille à Düsseldorf et aussi à Rome,.
En 1943, il enregistre sa Villa Lina à Anacapri sur son ancien domestique et ami Caprese afin d'éviter la confiscation. Après la fin de la guerre, ce dernier refuse de rendre l'argent et aggrave la situation en détournant de nombreux tableaux, dessins et parties de ses collections. Otto est recueilli par son ami Hans Berg (1886-1964), industriel de Solingen-Ohligs, dans sa villa, où il meurt en 1949. Il est enterré au cimetière d'Anacapri.

## Œuvre

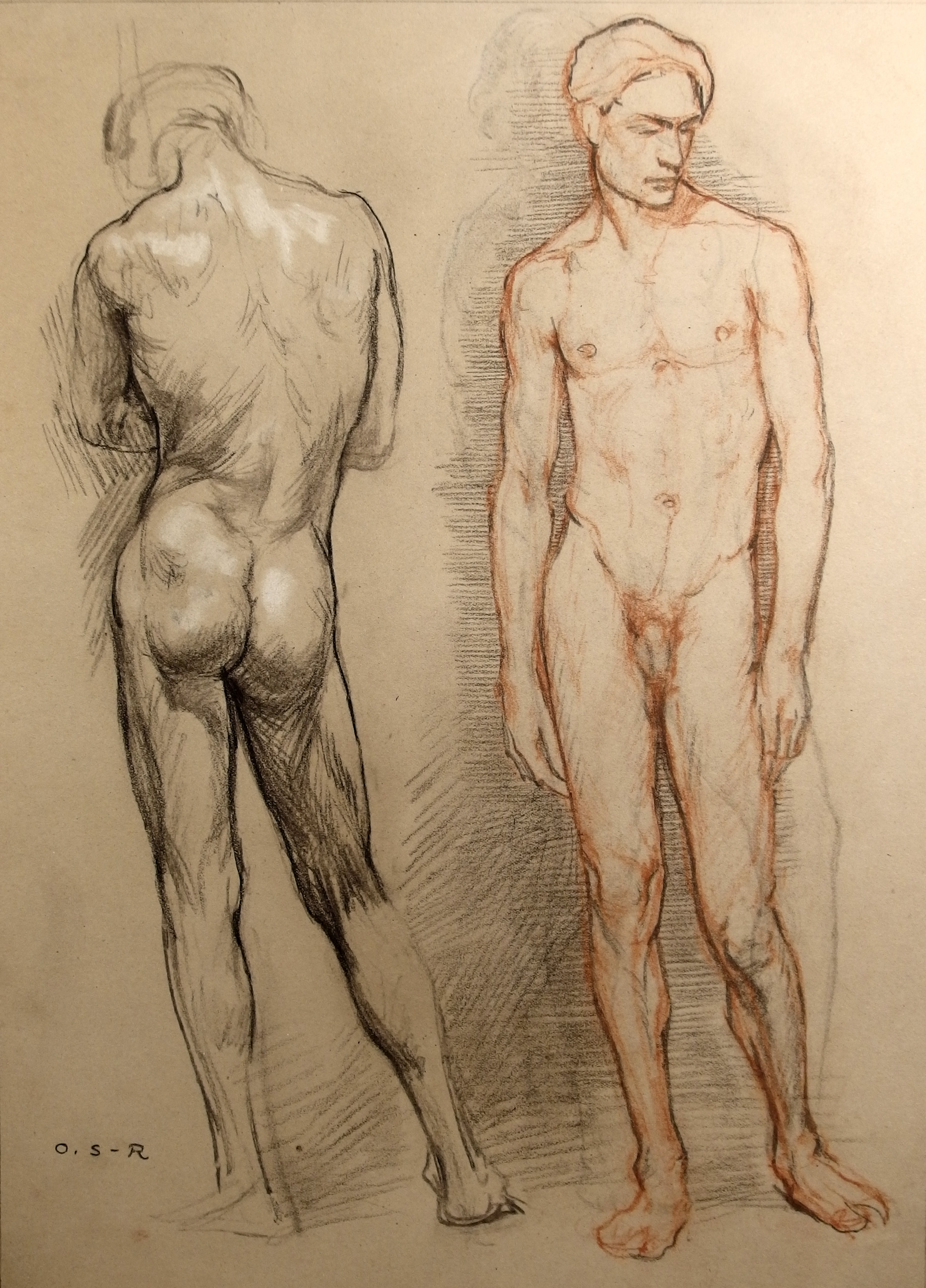
Otto Sohn-Rethel, étude, crayon et sanguine sur papier, vers 1929

Outre l'influence originaire de l'école de Düsseldorf et des peintures de Hans von Marées, qu'il a admirées dans la station zoologique de Naples, l'expressionnisme moderne se reflète dans son travail à travers l'étirement de dessins au crayon ou à la sanguine. La qualité de sa peinture réside dans la capture de ce que Matisse appelait la «ligne essentielle», et cette caractéristique est particulièrement évidente dans les études. Dans ses dessins, les lignes des personnages centraux apparaissent au niveau des épaules et du cou, avec un jeu de lumière sur le dos, tandis que les fesses et les cuisses étaient plus ciblées. Les peintures ne sont pas vraiment naturalistes, mais une allusion à l'imaginaire qui montre la fraîcheur de la nudité.

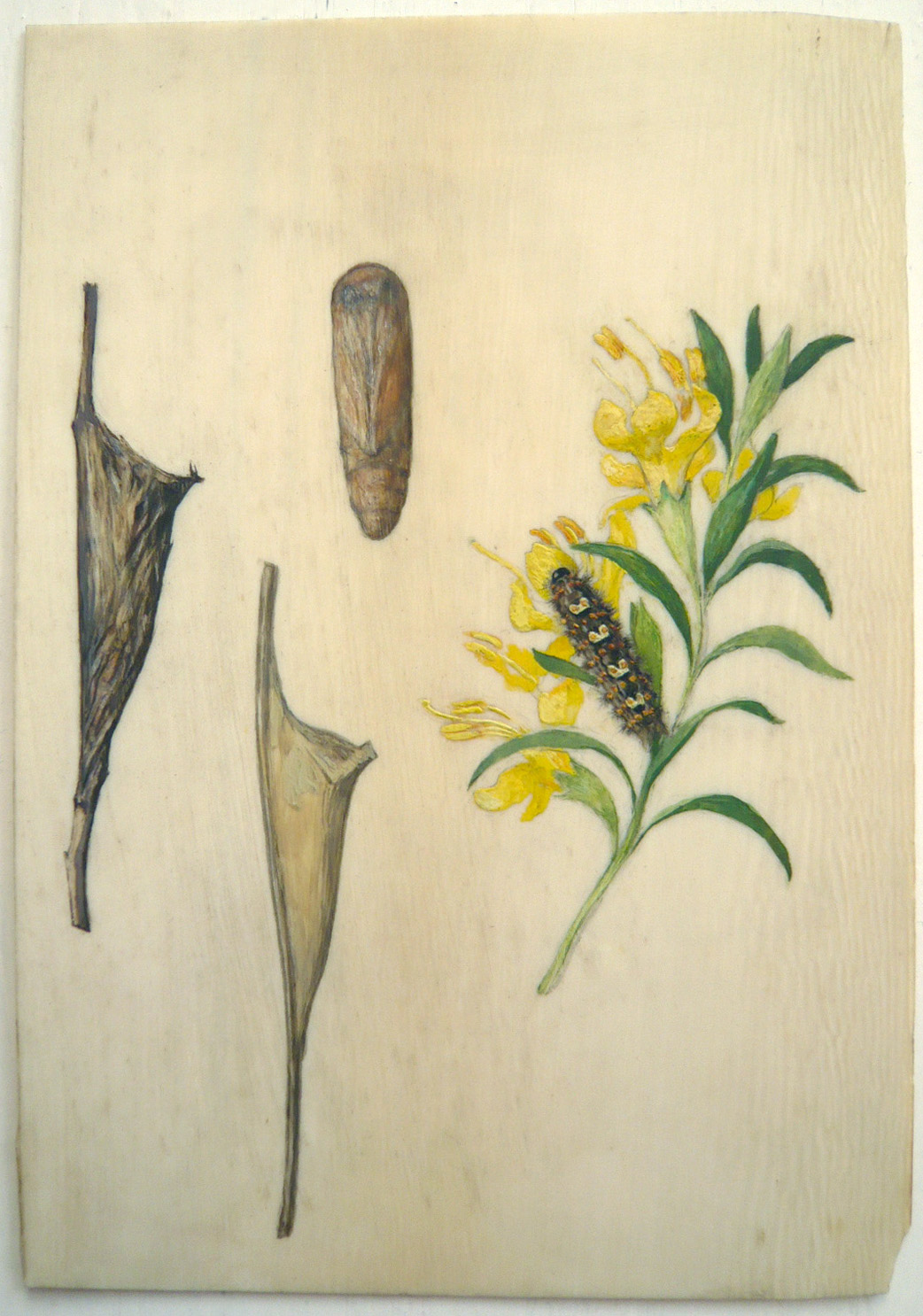
Otto Sohn-Rethel, De la chenille au papillon, vers 1910

Mais il n'est pas seulement un peintre, mais aussi un collectionneur et lépidoptériste . Un certain nombre de papillons sont nommés sohnretheli ou sohn-retheli,. Selon la conservatrice de la collection / exposition Silke Stoll, la collection de l'Aquazoo - Löbbecke Museum contient un total de 60 spécimens de 18 espèces de papillons différentes, qu'Otto Sohn-Rethel a manifestement collectés en Italie entre 1902 et 1912. Ceux-ci sont intégrés à la collection d'un autre collectionneur, ce qui n'est pas inhabituel, mais pratique courante.
En Italie, il est aussi appelé le Farfallaro d'Anacapri, sa famille Papillotto (du français. Papillon).